# Кула на Стефан Батори
Кулата на Стефан Батори е паметник на градоустройството и архитектурата на Украйна с национално значение, най-голямата от всички кули в град Каменец Подолски.
Другите ѝ названия са Кралската, Кожухарската или Седеметажната кула. Призната е от експерти като едно от забележителните произведения на отбранителната архитектура от 16 век.

## История
Кулата охранява северната част на полуострова, образуван от завоя на река Смотрич, на който е разположен Стария град на Каменец Подолски. Тя служи като порта на града и в същото време може да обстрелва цялото пространство на северната му част, заедно със съседния каньон на реката.
Кулата на Стефан Батори се появява на мястото на стара градска порта от 13 век. Построена е в през 1564 – 1565 година под ръководството на началника на каменецките укрепления Матвей Галичанин. Първоначално кулата е пететажна и има елипсовидна форма.
През 1585 г. към кулата е добавено правоъгълна пристройка от страната на града. След това тя придобива подковообразна форма, а покривът на конструкцията – съвременната си форма с два високи конични края. В същото време, от запад, плътно до кулата е пристроена правоъгълна портална сграда с коридор, който е имал ланцетен свод. Тези работи са извършени от началника на каменецките укрепления Николай Бжезки с участието на Камерино Рудолфино – придворния архитект на полския крал Стефан Батори. В негова чест кулата получава името си (наричана е още и Кралска).
През 17 век кулата е ремонтирана от занаятчийската гилдия на кожухарите, след което е наричана и Кожухарска. В началото на 18 век портите в кулата започват да се наричат Ветровити: съществува легенда, че през 1711 г., по време на посещение в Каменец Подолски на руския цар Петър I, шапката е издухана от главата му от порив на вятъра близо до портата. .
През 1780-те години комендантът на крепостта на Каменец Подолски Ян де Вите добавя още две нива към кулата. Той също така реконструира покрива ѝ и пристроява симетричен правоъгълен корпус към кулата от източвата страна. След това се появява друго име на кулата – Седеметажна. Този ремонт, финансиран от полския крал Станислав Август, е увековечен от паметна плоча, монтирана от страната на града над Вятърните порти с надпис на латински: „В година Божия 1585 от Крал Полски Стефан Батори построена, от Станислав Август, Крал Полски, възстановена и увеличена в Божията година 1785“.
През 1928 г. с резолюция на Съвета на народните комисари на Украинска ССР кулата е включена в списъка на паметниците под държавна защита.
С постановление на Министерския съвет на Украинска ССР от 23 март 1956 г. кулата е включена в регистъра на паметниците от републиканско значение.

## Архитектура
Кулата по план е оформена във формата на подкова. Входът е разположен от страната на южната фасада. В архитектурата на кулата са запазени декоративни елементи от бял камък: корниза, рамки на прозорци и врати. Интересен интериор създават вътрешните стени със сводести проходи.

## В изкуството
Много художници рисуват кулата на Стефан Батори. Сред тях е Юрий Химич, който има произведение „Кожухарската кула (XVI-XVIII век)" – 1965 г., гваш.